# Uszkałka
Uszkałka (ukr. Ушкалка) – wieś na Ukrainie, w obwodzie chersońskim, w rejonie kachowskim, nad Zbiornikiem Kachowskim. Według danych z 2019 roku zamieszkiwana przez 1066 osób.